# Zračna luka Hamadan
Zračna luka Hamadan (IATA kod: HDM, ICAO kod: OIHH) smještena je nedaleko od grada Hamadana u zapadnom dijelu Irana odnosno Hamadanskoj pokrajini. Zračna luka ima jednu asfaltiranu uzletno-sletnu stazu dužine 3234 m, a koristi se prvenstveno za tuzemne letove iako je u tijeku proširenje zbog primanja inozemnih letova. Ova zračna luka specifična je po visokoj nadmorskoj visini od 1754 m kao i neobičnom obliku staze koja se u prvom dijelu uzdiže a zatim u drugom spušta što je uvjetovano nejednolikošću reljefa. Zračni prijevoznici koji nude redovne letove u ovoj zračnoj luci uključuju Kish Air (iz/u: Teheran-Mehrabad), itd.

## Vanjske poveznice
- (engl.) DAFIF, World Aero Data: OIHH  Arhivirana inačica izvorne stranice od 6. prosinca 2007. (Wayback Machine)
- (engl.) DAFIF, Great Circle Mapper: HDM